# فخر بيروت

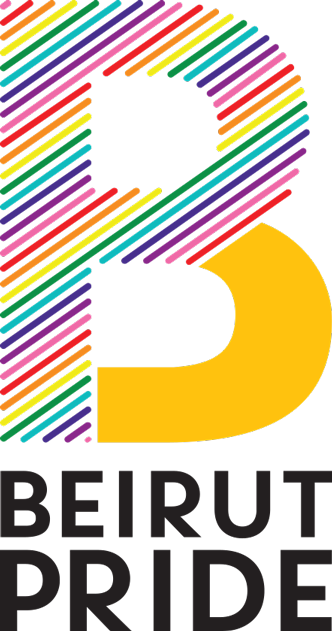
شعار المسيرة

فخر بيروت هي مسيرة فخر للتأكيد ومناصرة الهويات الإل جي بي تي في بيروت، عاصمة لبنان. مؤسسها هو هادي داميان.
كان من المتوقع أن تقام النسخة الأولى من المسيرة  في 21 مايو 2017 لتصبح أول مسيرة فخر للمثليين في العالم العربي. إلا أنه وللتأقلم مع الظروف اللوجستية، غير المنظمون البرنامج باليوم الأخير إلى نزهة في الهواء الطلق في مكان خاص يطل على البحر الأبيض المتوسط.
في السنة الموالية، بدأت نسخة  2018 في 12 مايو مع فطور صباح متأخر وكان من المقرر أن تستمر حتى 20 مايو، ولكن تم إلغاء الأحداث المتبقية في 15 مايو بعد اعتقال هادي داميان، وأمر المدعي العام في بيروت بتعليق الأنشطة المخطط لها حتى مايو 20.